# François Cassoulet
François Cassoulet (Tarbes, 1864 - Ribeirão Preto, 1919) foi um empresário francês, dono de cassinos, casas noturnas, e administrador de teatros que fez muito sucesso em Ribeirão Preto.

## História

### Origens
François Cassoulet nasceu em Tarbes, cidade dos Altos Pirenéus, na França, em 1864, onde foi criado e viveu durante toda a infância. Antes de vir para o Brasil, trabalhou na França com o pai, Lourenço Cassoulet.
Amasiou e passou a viver com Marie Cassoulet, com quem nunca a chegou a ser casado oficialmente.

### Chegada ao Brasil
Em 1894, mudou-se com a "esposa" para Buenos Aires, capital da Argentina, onde viveria por pouco tempo. Em 1895, chegou ao Brasil pelo porto de Santos, mas mudou-se para São Paulo, onde viveria até 1896, ano em que se mudou para Ribeirão Preto.
Chegou a Ribeirão Preto de trem, pela antiga Estação Mogyana. Em Ribeirão, François abre o Café Concerto, seu primeiro negócio na cidade.

### Nova esposa
Em 1897, François ainda estava com sua "esposa" Marie, mas, o relacionamento com ela seria abalado por uma amante. François conheceu Fanny Blumenfeldt, uma austríaca que administrava um Cabaré em Ribeirão Preto. Antes de chegar a Ribeirão, Fanny foi dama da noite na capital paulista.
Em 1898, após um ano de relacionamento extra conjugal com Fanny, François se separa de Marie, que vai para São Paulo. Ele, contudo, permanece em Ribeirão e se amasia com a amante, com quem passa a viver junto.
O novo relacionamento renderia bens materiais ao casal. Em 1899, Fanny possuía apenas algumas joias de valor e o Cabaré, tudo comprado quando foi dama da noite. Já entre 1901 e 1904, suas joias aumentaram, e Fanny passou a ter duas casas também, compradas em parceria com François. Ambas as propriedades ficavam na Rua Américo Brasiliense.

### Novos negócios
Em 1903 François vê sua nova "esposa" Fanny, encerrar as atividades de seu Cabaré para ajudá-lo com os novos empreendimentos. Nesse ano, ele passa então, a administrar o Paris Theatre. Inaugura também o Cassino Eldorado Paulista.
Em 1905, além do Café Concerto, do Paris Theatre, e do Cassino Eldorado Paulista, François passa a administrar o Teatro Carlos Gomes, a maior casa teatral de Ribeirão Preto no início do século XX.
Em 1909, François também passa a administrar o Cassino Antárctica.
François tem administração das maiores casas teatrais de Ribeirão Preto. Em seguida administraria também o Cinema Rio Branco e o teatro Polytheama. Até 1914, François e Fanny viveriam anos áureos.

### Falência e Morte
Com o início da Primeira Guerra Mundial, em 1914, a importação e exportação de café, que movia a região de Ribeirão Preto, ficou abalada, e os "barões" do café reduziram seus gastos drasticamente, o que empobreceu a vida noturna da região. François e a esposa viram quebrar um por um de seus negócios, e declararam falência em 1917, um ano antes de a guerra acabar. A época, o casal residia na Rua Américo Brasiliense nº 27, em frente ao Cassino Antárctica. O pedido de falência foi feito junto ao advogado Doutor Antônio da Silva Carvalho, e lavrado pelo escrivão Joaquim Cleto.
Fanny Blumenfeldt, esposa de François morreu em 1918. François, morreu em 1919, no Hospital Beneficência Portuguesa, um dos mais antigos da cidade.

## Pai do Carnaval de Ribeirão Preto
François é considerado o pai do carnaval ribeirão-pretano. Em 1903 ele incentiva e ajuda a organizar os primeiros desfiles de carros alegóricos da cidade. A festa acontecia nas ruas que hoje compreendem as avenidas que formam o quadrilátero central de Ribeirão. Na época, a população da cidade não ultrapassava 20 mil habitantes, e os carros alegóricos eram charretes puxadas por animais.